# Bayerischer Tischfussballverband
Der Bayerische Tischfussballverband (BTFV) ist der Verband bayerischer Tischfußballmannschaften und Vereine und hat seinen Sitz in Würzburg. Er ging aus der früheren bayerischen Soccerliga (BSL) hervor, die ihren Ursprung im Jahre 1999 hatte. Der Verband wurde am 15. September 2007 auf der Gründungsversammlung zum eingetragenen Verein gewählt. Er gliedert sich dabei in zwei Abteilungen die aus historischen Gründen gewachsen sind. Die Südabteilung fasst dabei die Mannschaften Altbayerns zusammen. Die Nordabteilung organisiert dabei den Ligabetrieb im nördlichen Bayern.

## Wettbewerbe
Der BTFV ist ein dem DTFB angegliederter Landesverband. Hauptsächlich organisiert er den Spielbetrieb in regionalen Ligen. Darunter fallen die Landesliga, Verbandsliga und Bezirksliga. In allen Ligen wird ähnlich dem Bundesligasystem gespielt. Eine Mannschaft stellt dabei eine Gruppe aus Tischfußballspielern dar. Mindestens erforderlich sind sechs gemeldete Spieler und zwei baugleiche, zugelassene Kickertische, einheitliche Sporttrikots und eine auch für minderjährige zugängliche Spielstätte. Ein Spieltag wird dann im Modus 8 Doppel und 16 Einzeln ausgespielt. Die jeweiligen ersten der Landesliga Süd und Nord spielen am Ende der Saison den Titel des Bayerischen Meisters aus. Darüber hinaus werden auf der jährlich stattfindenden Bayerischen Meisterschaft auch die besten Einzel- und Doppelspieler (Herren, Damen, Senioren, Junioren) ermittelt und gekürt.
Aufgrund der großen Erfahrung im Turnierbereich und Turnierorganisation bietet der BTFV auch für gewerbliche Interessenten Eventorganisation. Diese umfasst meist das Bereitstellen von Tischen und semi-professionellen Tischfußballspielern sowie die Organisation des Turnierablaufs und der Siegerehrung.

## Erfolge
Im Jahr 2008 erreichte der BTFV mit seiner Auswahlmannschaft den 4. Platz des DTFB-Länderpokals. Zwei Mannschaften des BTFV spielen in der 1. Bundesliga des DTFB und damit in der höchsten Liga in Deutschland. Einige Spieler sind unter den besten 100 der Weltrangliste.

## Ziele
Eines der wichtigsten Ziele, welche sich der Verband gesetzt hat, ist die Anerkennung als offizielle Sportart. Dafür nötig ist eine funktionierende und nachweisbare Jugendarbeit und eine stetig wachsende Mitgliederstruktur. In sportlicher Hinsicht wird stets versucht im nationalen Vergleich weit vorne mitzuspielen. Dafür werden verschiedene Förderprogramme durchgeführt und ein besonderes Augenmerk auf Spitzenspieler gelegt.

### Belege
- Satzung und Spielordnungen des BTFV e.V.